# ریچارد پاپکین
ریچارد پاپکین (به انگلیسی: Richard Popkin) (۲۷ دسامبر ۱۹۲۳ - ۱۴ آوریل ۲۰۰۵) فیلسوف آمریکایی است.
ریچارد هنری پاپکین (زاده ۲۷ دسامبر ۱۹۲۳ – درگذشته ۱۴ آوریل ۲۰۰۵) فیلسوف دانشگاهی آمریکایی بود که در تاریخ فلسفه روشنگری و ضد دگماتیسم اولیه مدرن تخصص داشت. اثر او در سال 1960 به نام «تاریخ شک گرایی از اراسموس تا دکارت»[1] یکی از تأثیرات ناشناخته قبلی را بر اندیشه غربی در قرن هفدهم معرفی کرد، شکاکیت پیرونی سکستوس امپریکوس. پاپکین همچنین یک محقق بین المللی تحسین شده در مورد هزاره گرایی مسیحی و مسیحیت یهودی بود.